# Чечевичник малиновокрилий
Чечеви́чник малиновокрилий (Rhodopechys sanguineus) — вид горобцеподібних птахів родини в'юркових (Fringillidae). Мешкає в Західній і Центральній Азії. Раніше вважався конспецифічним з африканським чечевичником.

## Опис

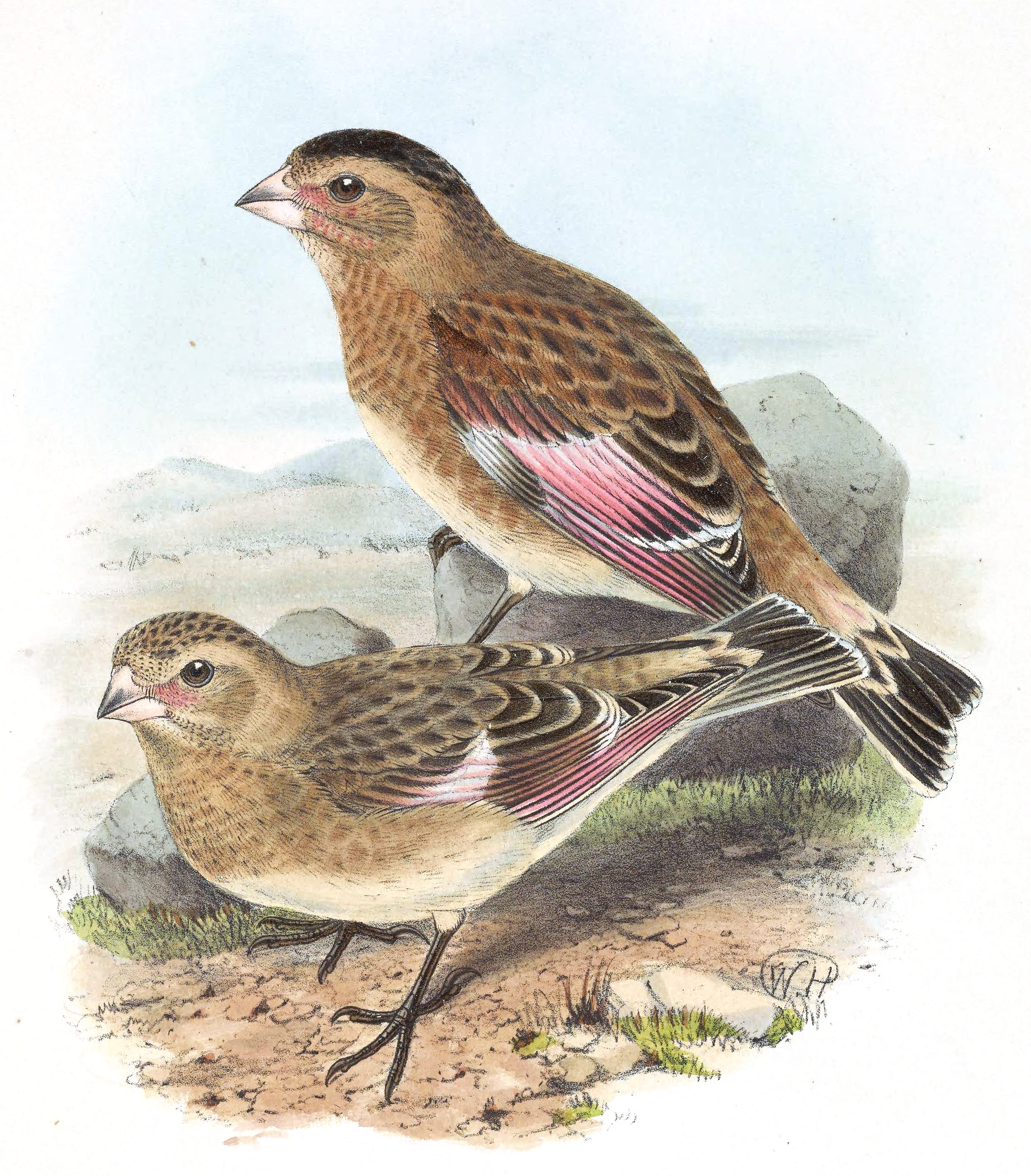
Пара малиновокрилих чечевичників

Довжина птаха становить 13-18 см, розмах крил 32 см, вага 32-48 г. Голова відносно велика, шия міцна, дзьоб жовтувато-сірий з темним кінчиком, міцний, конусоподібної форми. Хвіст короткий, крила відносно довгі, що помітно в польоті. Очі темно-карі, лапи блідо-коричневі, ступні більш темні. Статевий диморфізм слабо виражений.
У самців під час сезону розмноження голова охриста або піщаного кольору, на тімені широка темна пляма, верхня частина обличчя темно-рожева. Скроні, голова і шия з боків більш світлі, охристі, горло і груди піщано-коричневі, поцятковані темними смугами, більш помітними на грудях. Боки дещо темніші, піщані або охристо-коричневі, живіт, гузка і нижні покривні пера хвоста білі. Потилиця і верхня частина тіла переважно охристі або піщані, пера на них мають темну центральну частину, через що спина виглядає дещо смугастою. Нижня частина спини, надхвістя і верхні покривні пера хвоста рожеві, пера на них біля основи піщані. Центральна пара стернових пера чорні з білими кінчиками, решта стернових пер мають широкі рожеві або блідо-рожеві краї, на кінці у них є темна смуга. Два крайніх стернових пера майже повністю білі. Покривні пера крил охристо-коричневі з темною центральною частиною і рожевими краями. Крила чорні з широкою рожевою смугою, нижня сторона крил сріблясто-біла.
У самиць тім'я менш темне, рожеві плями в оперенні загалом менш виражені або відсутні. Темні смуги на грудях, боках і спині також менш виражені. Подібне забарвлення мають самці під час негніздового періоду. Забарвлення молодих птахів загалом є подібним до забарвлення самиць, однак загалом більш рівномірно піщано-коричневе, а рожеві плями на крилах у них слабо виражені.

## Поширення і екологія
Малиновокрилі чечевичники мешкають в Центральній, Південній і Східній Туреччині, на Південному Кавказі, в горах Загрос, Ельбурс і Копетдаг в Ірані і Туркменістані, в горах Афганістану, Таджикистану, Киргизстану, східних Узбекистану і Казахстану, в горах Тянь-Шань в захдному Китаї, а також в північному Ізраїлі, Лівані і південно-західній Сирії, трапляються в Пакистані. Вони живуть на кам'янистих гірських схилах, серед скель, каньйонів і осипів, іноді у високогірних чагарникових заростях. Зустрічаються парами, на висоті від 1700 до 2800 м над рівнем моря, взимку мігрують в долини і можуть утворювати зграї до 100 птахів. 
Малиновокрилі чечевичники живляться насінням і зерном, а також бруньками, ягодами і дрібними комахами. Сезон розмноження триває з квітня до середини липня. В цей період пари птахів демонструють територіальну поведінку. Гніздо чашоподібної форми, будується самицею з сухої трави і корінців, розміщуються на землі, серед каміння. В кладці 4-5 блакитних яєць, інкубаційний період триває 12-13 днів, насиджують самиці. Пташенята покидають гніздо через 16-17 днів після вилуплення, за ними доглядають і самиці, і самці.